# Canaro
Canaro is een gemeente in de Italiaanse provincie Rovigo (regio Veneto) en telt 2885 inwoners (31-12-2004). De oppervlakte bedraagt 32,7 km², de bevolkingsdichtheid is 88 inwoners per km².
De volgende frazioni maken deel uit van de gemeente: Borgata Vallone, Garofolo, Crociara en Paviole.

## Demografie
Canaro telt ongeveer 1110 huishoudens. Het aantal inwoners steeg in de periode 1991-2001 met 2,0% volgens cijfers uit de tienjaarlijkse volkstellingen van ISTAT.
| Jaar | Inwoneraantal |
| ---- | ------------- |
| 1991 | 2782          |
| 2001 | 2838          |

## Geografie
Canaro grenst aan de volgende gemeenten: Ferrara (FE), Fiesso Umbertiano, Frassinelle Polesine, Occhiobello, Polesella en Ro (FE).

## Externe link

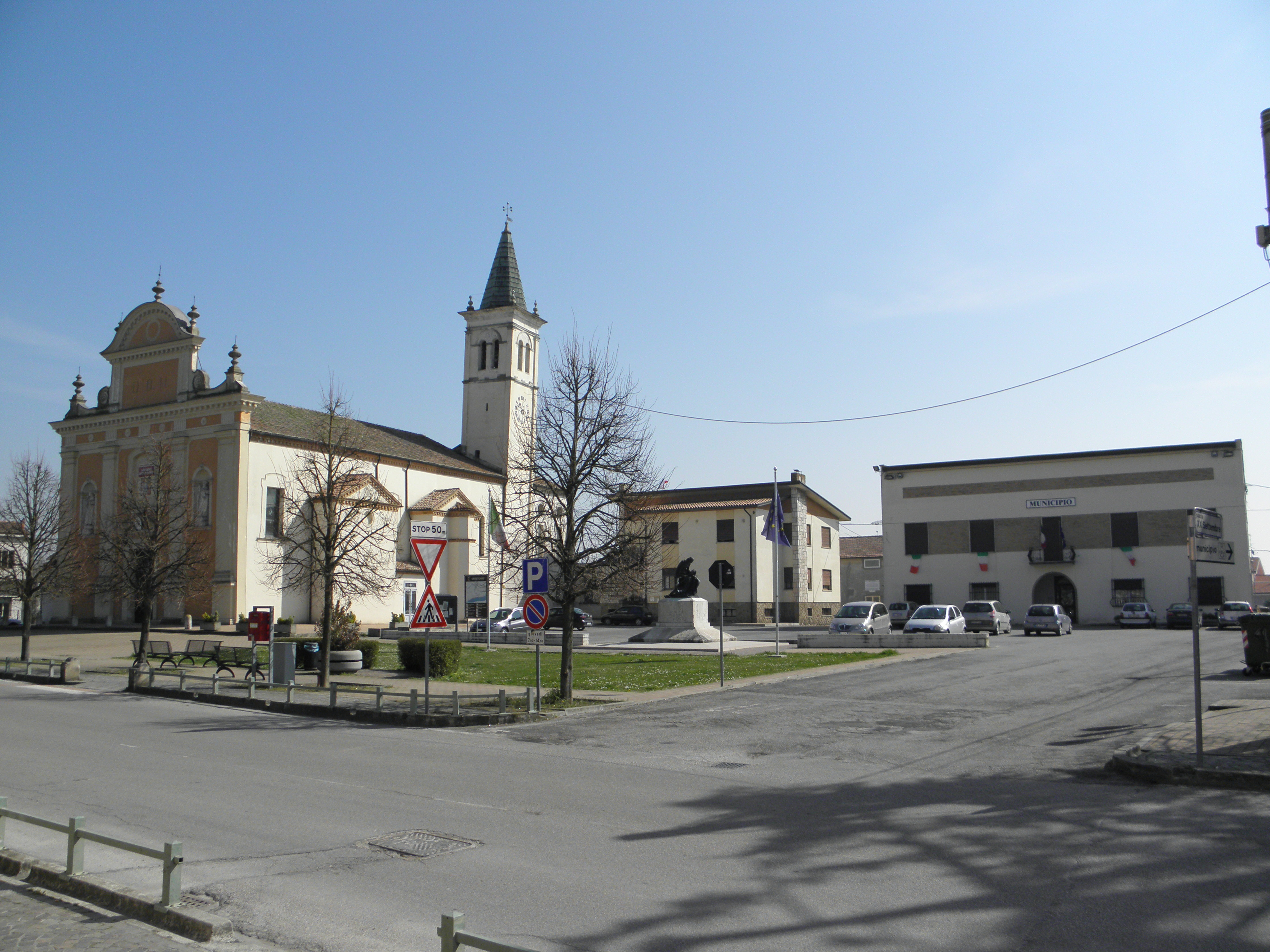
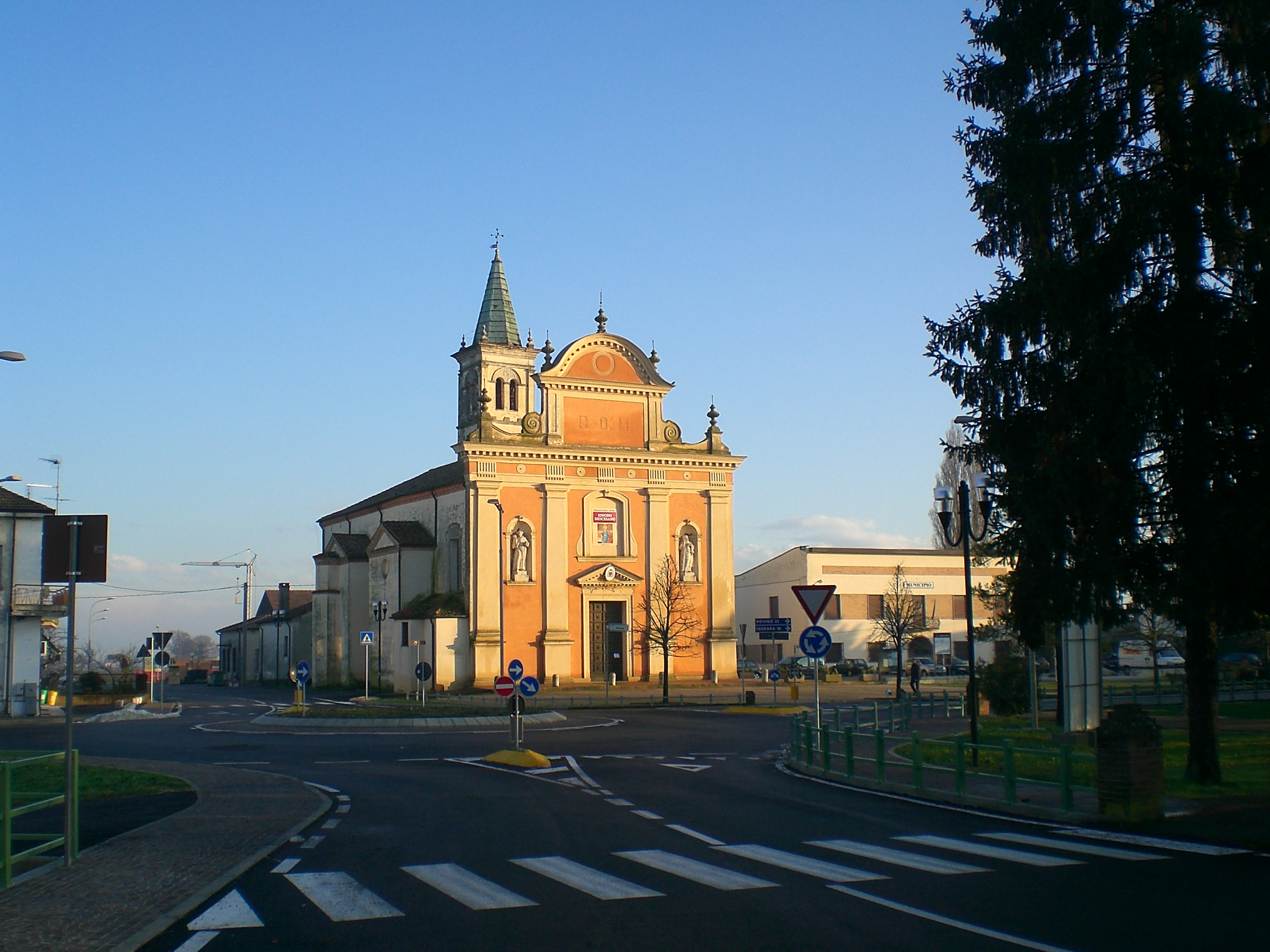
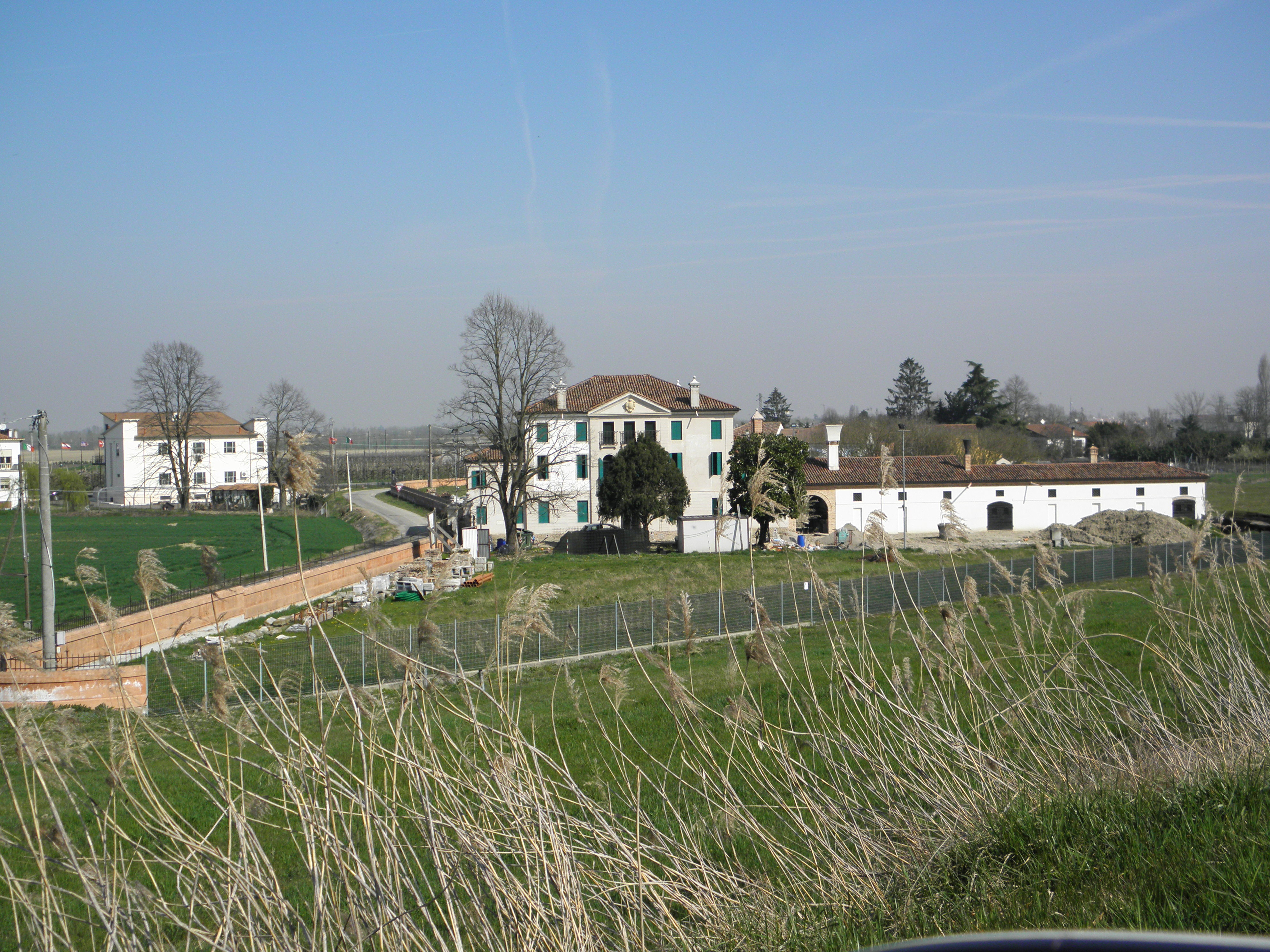